# Baby Alone in Babylone
Albums de Jane Birkin
Ex-fan des sixties
(1978) Lost Song
(1987)
Singles
1. Baby Alone in Babylone
Sortie : octobre 1983
2. Fuir le bonheur de peur qu'il ne se sauve
Sortie : février 1984
3. Les Dessous chics
Sortie : mars 1985

Baby Alone in Babylone est un album de chansons interprétées par Jane Birkin, sorti en 1983.
La musique de la chanson-titre de l'album est l'un des thèmes de la symphonie no 3 de Brahms.
C'est le premier album réalisé après la rupture avec Serge Gainsbourg. Ce dernier a fait appel à elle pour reprendre leur collaboration, au moment où il préparait l'album Pull marine d'Isabelle Adjani. La musique de Fuir le bonheur de peur qu'il ne se sauve a une certaine ressemblance avec celle de la chanson Pull marine.
Le thème de la séparation sentimentale est omniprésent sur l'album (Partie perdue, Haine pour aime, Rupture au miroir), mais sans forcément renvoyer à la situation des artistes.
La figure de l'actrice au destin tragique (Marilyn Monroe dans Norma Jean Baker, la « Petite star inconnue » de Baby Alone in Babylone) est également très présente. Gainsbourg semble partir du statut d'actrice de Jane Birkin pour exprimer des histoires très différentes, où l'on retrouve cependant le thème récurrent du désespoir.
Le titre Baby Lou est une reprise d'une chanson interprétée par Alain Chamfort en 1977 sur l'album Rock'n rose, dont Gainsbourg a écrit le texte. Gainsbourg fait ce cadeau à Jane Birkin à la naissance de sa fille Lou Doillon dont il est le parrain.
Le disque est récompensé par le prix de l'Académie Charles-Cros en 1984. Il est aussi disque d'or.

## Liste des titres
| No  | Titre                                                                 | Auteur                                         | Durée      |
| --- | --------------------------------------------------------------------- | ---------------------------------------------- | ---------- |
| 1.  | Baby Lou                                                              | Serge Gainsbourg, Alain Chamfort, Michel Pelay | 3 min 00 s |
| 2.  | Fuir le bonheur de peur qu'il ne se sauve                             | Gainsbourg                                     | 3 min 09 s |
| 3.  | Partie perdue                                                         | Gainsbourg                                     | 2 min 57 s |
| 4.  | Norma Jean Baker                                                      | Gainsbourg                                     | 2 min 59 s |
| 5.  | Haine pour aime                                                       | Gainsbourg                                     | 2 min 52 s |
| 6.  | Overseas Telegram                                                     | Gainsbourg                                     | 3 min 30 s |
| 7.  | Con c'est con ces conséquences                                        | Gainsbourg                                     | 3 min 08 s |
| 8.  | En rire de peur d'être obligée d'en pleurer                           | Gainsbourg                                     | 2 min 28 s |
| 9.  | Rupture au miroir                                                     | Gainsbourg                                     | 3 min 17 s |
| 10. | Les Dessous chics                                                     | Gainsbourg                                     | 2 min 10 s |
| 11. | Baby Alone in Babylone (d'après le 3e mouvement de la Symphonie no 3) | Gainsbourg, Johannes Brahms                    | 3 min 57 s |

## Musiciens
- Arrangements - Alan Hawkshaw
- Guitares - Alan Parker
- Basse - Brian Odgers
- Batterie - Dougie Wright
- Percussions - Jim Lawless
- Ingénieur son (play-backs) à Londres - Dick Plant
- Ingénieur son (voix) et mixage à Paris - Dominique Blanc-Francard assisté de Patricia Guen
- Production - Philippe Lerichomme pour Phonogram